# Cara maestra abbiamo perso
Cara maestra abbiamo perso è il primo album in studio di Dimartino, pubblicato nel 2010.

## Descrizione
Alla realizzazione del disco hanno collaborato Vasco Brondi (Le luci della centrale elettrica) in Parto, Alessandro Fiori e Enrico Gabrielli (Mariposa) (in La lavagna è sporca), Lorenzo Corti (in Ho sparato a Vinicio Capossela con lo stesso Gabrielli) e Cesare Basile in La ballata della moda. Basile è inoltre anche coproduttore del disco.
L'album contiene inoltre il brano La ballata della moda, che è una cover di Luigi Tenco. Anche il titolo Cara Maestra è un riferimento a Tenco, e riprende il titolo di un suo brano.
Il tema centrale dell'album è la sconfitta generazionale. Antonio Di Martino afferma in un'intervista: "L'ammissione di una sconfitta per me è la più grande affermazione di libertà, in fondo sono stati i perdenti a fare la storia."
Dall'album sono estratti due pezzi: Cambio idea (video diretto da Giacomo Triglia) e Cercasi anima (video di Manuela Di Pisa e Igor Scalisi Palminteri).

## Tracce
Testi di Dimartino, tranne dove indicato, musiche di Dimartino e Simona Norato, tranne dove indicato.
1. Cercasi anima
2. Ho sparato a Vinicio Capossela
3. Cara maestra
4. Parto
5. La lavagna è sporca
6. 999
7. Cambio idea
8. La ballata della moda (Luigi Tenco)
9. Marzo '48